# Si tu savais... (film)
Pour les articles homonymes, voir Si tu savais.
Pour plus de détails, voir Fiche technique et Distribution.
Si tu savais... (The Half of It) est un film américain réalisé par Alice Wu, sorti en 2020. Le film s'inspire de la pièce de théâtre Cyrano de Bergerac d'Edmond Rostand.

## Synopsis
Ellie Chu est une lycéenne de dix-sept ans pas très populaire. Elle fait les dissertations de toute sa classe en échange d'argent. Un jour un garçon lui demande d'écrire une lettre d'amour à une fille.

## Fiche technique
- Titre : Si tu savais
- Titre original : The Half of It
- Réalisation : Alice Wu
- Scénario : Alice Wu
- Musique : Anton Sanko
- Photographie : Greta Zozula
- Montage : Ian Blume et Lee Percy
- Société de production : Likely Story
- Société de distribution : Netflix
- Pays :  États-Unis
- Genre : Comédie romantique
- Durée : 104 minutes
- Date de sortie : 
  - 1er mai 2020

## Distribution
- Leah Lewis (VF : Camille Donda) : Ellie Chu
- Alexxis Lemire (en) (VF : Diane Dassigny) : Aster Flores
- Daniel Diemer (en) (VF : Martin Faliu) : Paul Munsky
- Enrique Murciano : Deacon Flores
- Becky Ann Baker (VF : Blanche Ravalec) : Mme Geselschap
- Catherine Curtin (VF : Marion Posta) : Colleen Munsky
- Collin Chou (VF : Thierry Gondet) : Edwin Chu
- Wolfgang Novogratz (VF : Jim Redler) : Trig Carson
- Haley Murphy : Solange
- Alex D. Jennings : l'ami de Paul
- Billy Thomas Myott : Tommy Munsky
- Joe Lanza : Emcee
- Gabi Samels : Amber
- Cronin Cullen : Pete Munsky
- Mehmet Ozyagci : Dahl
- Matt Meinsen : Bill Munsky
- Dean Tierney : Greg Munsky
- Patrick Noonan : Coach
- Patrick T. Johnson : Tom Carson

Sources et légende : Version française (V. F.) sur RS Doublage et le carton de doublage.

## Accueil
Le film reçoit un accueil positif de la part de la presse spécialisée. Il obtient une moyenne de 73 % sur Metacritic.